# Peter Kitter
Christian Johan Peter Alfred Kitter f. Petersen (født 1. marts 1915 i København, død 5. oktober 1983 på Frederiksberg) var en dansk skuespiller og parodist.
Oprindelig hed han Christian Johan Peter Alfred Petersen, men købte i 1938 sit kælenavn fra barndommen, "Kitter".
Uddannet i sang og debuterede som skuespiller i en Aage Stentoft-revy i 1939.
Sidenhen engageret i bl.a. Zigeunerhallen.
Han begyndte med one-man-shows i 1954, og blev her kendt som en glimrende parodist.
Peter Kitter optrådte i en række revyer – sidste gang i Ebeltoft Revyen 1982 – og nåede også at indspille nogle film.
Gift to gange. Første gang med Grethe Eleonora Kitter (født Rosted). Anden gang med Lis Kitter (født Iversen). Han var far til bl.a. Bjarne Rosted Kitter, Christian Kitter og Louise Kitter. Farfar til skuespilleren Benjamin Kitter. Desuden nær ven af hørespils-kollegaen Bob Goldenbaum. Sammen lavede de to en række lydbogsindspilninger af Tintin-tegneserierne, hvor Peter Kitter bl.a. spillede rollen som Kaptajn Haddock, en rolle som senere har opnået kultstatus.
Peter Kitter huskes i dag især for en række fremragende kassettebånd (og LP'er) med hørespil og historiefortælling.
Flere af Kitters kassettebånd genoptrykkes stadig på CD. I 2009 kom således en 10-CD-boks med titelen "Hør lige her". Her genoptryktes 15 af de hørespil, han lavede, sammen med bl.a. Svend Bjerre og Maria Stenz.
Desuden kommer hans historiebånd løbende ud på enkelt-CD'er, her, på den anden side af årtusindeskiftet. (Det er dog, desværre, sjældent at Peter Kitter bliver nævnt i coveret ved disse udgivelser!)
Han er begravet på Sundby Kirkegård.

## Filmografi
Blandt de film han medvirkede i kan nævnes:
- Moster fra Mols – 1943
- Det gælder livet – 1953
- Himlen er blå – 1954
- Vi som går stjernevejen – 1956
- Seksdagesløbet – 1958
- Krudt og klunker – 1958
- Panik i paradis – 1960
- Soldaterkammerater på efterårsmanøvre – 1961
- Sorte Shara – 1961
- Dyden går amok – 1966
- Smukke Arne og Rosa – 1967